# Мэкки-Нож
«Мэкки-Нож» (нем. Mackie Messer, 1989) — американский художественный фильм режиссёра Менахема Голана по мотивам «Трёхгрошовой оперы» Бертольта Брехта.

## Сюжет
События фильма комментирует зонгами уличный певец (Роджер Долтри).
Действие разворачивается в Лондоне в канун коронации королевы Виктории. Бандит Мэкхит, он же Мэкки-Нож (Рауль Хулия), соблазняет Полли Пичем (Рэйчел Робертсон) и, вопреки воле её родителей, женится на ней. Однако родители Полли, мистер и миссис Пичем (Ричард Харрис и Джули Уолтерс), «король» и «королева» лондонских нищих, не желают, чтобы их дочь переметнулась в «конкурирующую фирму», и предпринимают усилия, чтобы Мэкки-Нож оказался в тюрьме. Ситуация осложняется тем, что старший инспектор Скотланд-Ярда Тайгер Браун (Билл Найи) — бывший сослуживец и тайный друг Мэкхита, именно он за мзду обеспечивает неприкосновенность его шайки.
Пичем шантажирует Брауна, угрожая устроить шествие лондонских нищих в день коронации, что может стоить Брауну карьеры. Пичемы наводят полицию на бордель, где каждый четверг появляется Мэкки-Нож. Проститутка Дженни (Джулия Мигенес), старая подруга Мэкки, соглашается его выдать, поскольку он опять обманул её, взяв в жёны Полли Пичем. Мэкки пытается уйти от погони, но в итоге всё-таки схвачен и брошен в тюрьму.
В камере Мэкхита посещают Полли Пичем и его предыдущая «жена» Люси Браун (Эрин Донован), дочь Тайгера Брауна. Мэкки подкупает надзирателя и с его помощью выходит из тюрьмы. Пичемы снова наводят на него полицию — на этот раз Мэкки хватают у его третьей «жены», китаянки Суне Тодри. Чтобы Мэкки опять не сбежал и по требованию Пичемов, его решают повесить на следующее утро без суда. Мэкхит требует, чтобы его сообщники где угодно нашли деньги и выкупили его, но те не успевают и Мэкки-Нож отправляется на виселицу.
Фильм завершается подчёркнуто жутким «театральным» финалом, в котором казнь оканчивается, Мекки-Нож погибает и все действующие лица танцуют и поют около виселицы.

## В ролях
- Рауль Хулия
- Ричард Харрис
- Роджер Долтри
- Билл Найи
- Клайв Ревилл — Мани Мэттью

## Факты
- Рауль Хулия играл Мэкки-Ножа в успешной Нью-Йоркской театральной постановке 1976 года. За эту роль он был номинирован в 1977 году на премию Tony.
- Исполнивший в фильме роль уличного певца Роджер Долтри играл роль Мэкхита в телевизионной версии «Оперы нищих» (1983) Джона Гэя и Иоханна Кристофа Пепуша, которая послужила сюжетной основой для пьесы Брехта.
- Премьера фильма состоялась в ноябре 1989 года на Чикагском международном кинофестивале. Фильм вышел в американский прокат в 2 февраля 1990 года.
- Фильм был издан на VHS в 2000 году.[1]